# Álvar Pérez de Guzmán
Álvar Pérez de Guzmán (c. 1365 – Sevilla, 15 de julio de 1394) fue un ricohombre de Castilla, titulado II señor de Gibraleón, de Palos, La Palma y Olvera, alguacil mayor de Sevilla, almirante mayor de Castilla y adelantado de la Frontera.

## Biografía
Fue hijo de Alfonso Pérez de Guzmán (m. 1371), ricohombre de Castilla, I señor de Gibraleón y alguacil mayor de Sevilla, y de Isabel López Pacheco, hija de Lope Fernández Pacheco, señor de Ferreira, ricohombre y valido de Alfonso IV de Portugal, y de María Rodríguez de Villalobos, hija de Ruy Gil de Villalobos y de Teresa Sánchez de Castilla (hija extramatrimonial de Sancho IV de Castilla en María Alfonso Téllez de Meneses). Isabel López Pacheco después de viuda fue dominica en el convento de Santo Domingo de Santarém, donde falleció.
Debió de nacer en Sevilla, donde su padre tuvo gran autoridad, y donde residió por estar heredado en el Algarve, y por sevillano lo tiene Fermín Arana de Varflora en su catálogo. Quedó huérfano con cuatro años, y sucedió a su padre en el cargo de alguacil mayor de Sevilla, ocupándolo hasta el año 1391, cuando obtuvo el de almirante mayor de Castilla, dejando la vara del alguacilazgo a su amigo y cuñado Pedro Ponce de León y Haro, V señor de Marchena y conde de Arcos, aunque volvió a recuperarla tras dejar el almirantazgo, ocupándolo hasta su muerte.
Contando 18 años de edad, lideró 800 hombres de a pie y 500 a caballo, consiguiendo derrotar a 10 000 portugueses, abasteciendo Mértola y haciendo buen número de prisioneros. En la primavera de 1391 el arcediano de Écija, Ferrand Martínez, instigó a los cristianos contra la judería de Sevilla, provocando el asalto a la judería, en la que asesinaron a 4.000 judíos, la práctica totalidad de los que vivían en la ciudad. Pero López de Ayala relata en su crónica cómo Juan Alonso Pérez de Guzmán, conde de Niebla y el propio Álvar hicieron azotar a un hombre que iba contra los judíos, hecho por el que Álvar fue apresado, y ambos sufrieron por su vida: «E que por quanto Don Juan Alfonso, conde de Niebla, e Don Álvar Pérez de Guzmán, alguacil Mayor de Sevilla, ficieron azotar un ome que facía mal a los judíos, todo el pueblo de Sevilla se moviera, e tomaran preso al alguacil, e quisieran matar al dicho conde e a Don Álvar Pérez; e que después acá todas las cibdades estaban movidas para destroir los judíos, e que les pedía por merced que quisiesen poner en ello algúnd remedio». Arana de Varflora sostiene que sosegó y aquietó la revuelta.
Murió en la ciudad de Sevilla el martes 15 de julio de 1394, y fue enterrado en la capilla familiar de San Andrés de la catedral de Sevilla.

## Matrimonio y descendencia
Estuvo desposado con Isabel Ponce de León, hija de Pedro Ponce de León, VII señor de Marchena, Bailén, Rota y Mairena del Alcor, quien prometió Marchena y las aceñas de Jerez en dote, aunque el enlace finalmente no se verificó, y de Sancha de Haro.
Contrajo matrimonio con Elvira López de Ayala y Guzmán, hija de Pero López de Ayala, canciller y cronista real, señor de la Casa de Ayala y de Salvatierra, y de su mujer Leonor de Guzmán. Fruto de este matrimonio nacieron dos hijas:
1. Juana de Guzmán y Ayala, señora de Palos, La Palma, Purchena y Sanlúcar la Mayor, que casó con Juan Rodríguez de Castañeda y Orozco, señor de Fuentidueña, Las Hormazas y otros lugares, hijo de Juan Rodríguez de Castañeda, ricohombre de Castilla, señor de Fuentidueña, Las Hornazas, los honores de Sedano y Sierro, San Martín de Foyos, Castiltejeriego, Ventosilla y otros lugares, y de su mujer María de Orozco, señora de Escamilla, Torija y Santa Olalla, con sucesión.[3]
2. Isabel de Guzmán y Ayala (c. 1384-1449), III señora de Gibraleón y de Villalba del Alcor, que casó en 1395 con Pedro de Zúñiga, conde de Ledesma y de Plasencia y señor de Béjar, Miranda del Castañar, Cáceres, Trujillo y otros lugares, que era hijo de Diego López de Zúñiga, justicia mayor del rey y corregente del reino, y de Juana García de Leiva, señora de Villavaquerín, de quienes quedó descendencia.[3][12]

| Predecesor: Alfonso Pérez de Guzmán | Alguacil mayor de Sevilla 1371 - 1391 / 1393 - 1394    | Sucesor: Álvar Pérez de Guzmán y Orozco |
| Predecesor: Rui Díaz de Mendoza     | Almirante mayor de Castilla 29 de abril de 1391 – 1393 | Sucesor: Diego Hurtado de Mendoza       |